# Mobiler Seefunkdienst (Ultrakurzwelle)
Der mobile Seefunkdienst auf Ultrakurzwelle ist ein Teil des mobilen Seefunkdienstes, der ausschließlich für Funkverkehr über Ultrakurzwelle vorgesehen ist.

## Geschichte
Bis 1972 existierten im mobilen Seefunkdienst auf Ultrakurzwelle 28 Kanäle, denen jeweils eine feste Frequenz zugeordnet war. 1972 gelang es, durch verbesserte Funkgerätetechnik die Frequenzabstände der Kanäle zu halbieren. Dadurch entstanden zwischen den Frequenzen der bereits existierenden Kanäle die zusätzlichen Kanäle 60 – 88.

## Voraussetzung für die Teilnahme am mobilen Seefunkdienst auf UKW

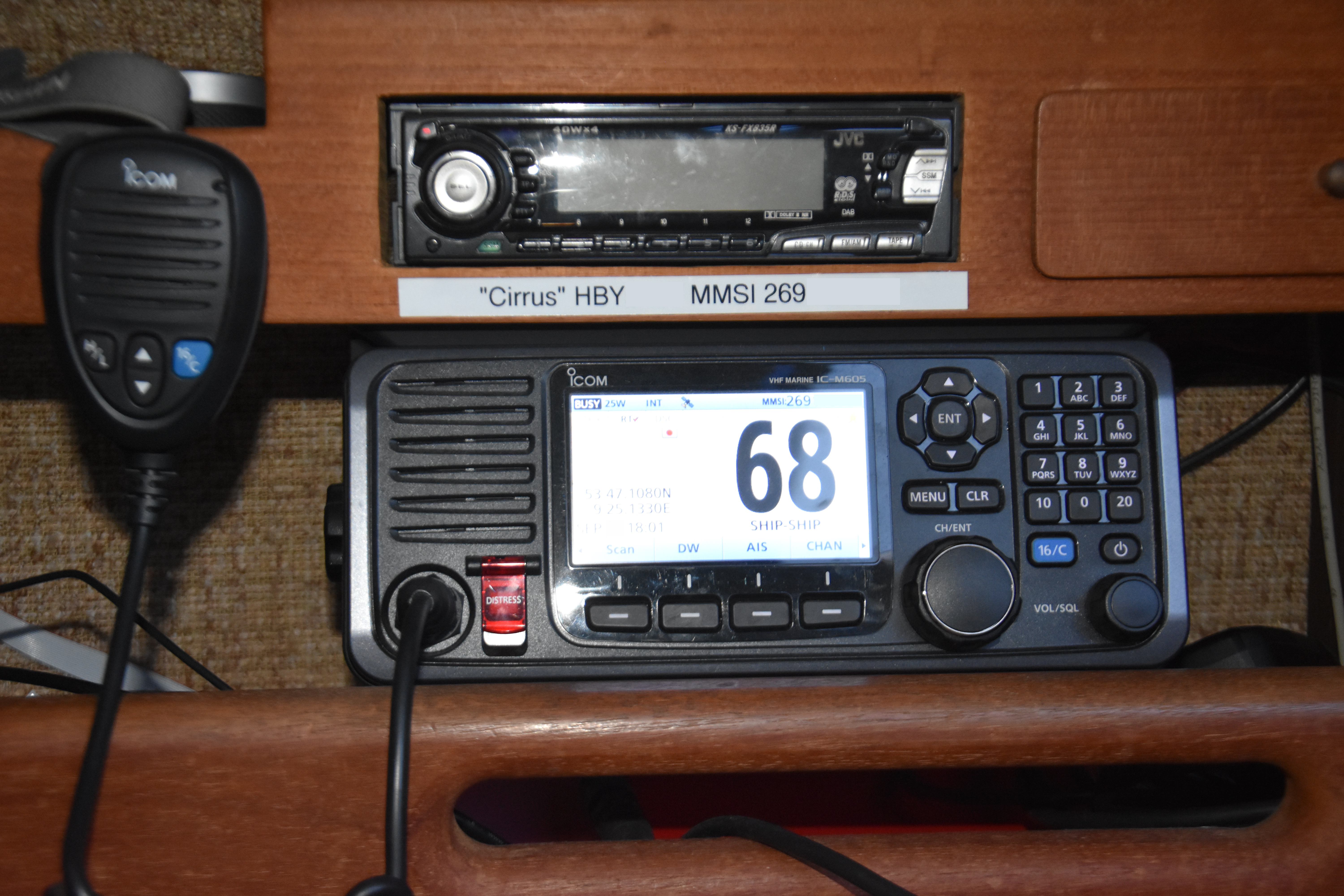
Voraussetzung zur Teilnahme am Seefunk: Ein Seefunkgerät

Grundsätzlich hat jedes Wasserfahrzeug auf Seeschifffahrtsstraßen die Möglichkeit, am mobilen Seefunkdienst auf UKW teilzunehmen.
Voraussetzung für die Teilnahme war bis zum 31. Mai 2013 ein für den Seefunk zugelassenes Funkgerät und eine Frequenzzuteilungsurkunde.
Seit dem 1. Juni 2013 sind die Frequenzen für mobile Funkanwendungen des See- und Binnenschifffahrtsfunks allgemein zugeteilt. Die tatsächliche Nutzungserlaubnis ist von der vorherigen individuellen Zuteilung von Nummern im See- und Binnenschifffahrtsfunk wie Rufzeichen, Maritime Mobile Service Identity (MMSI) und/oder Automatic Transmitter Identification System-Nummer (ATIS-Nummer) abhängig.
Die schon ausgestellten Urkunden bleiben bis zur Beantragung einer Änderung der Nummernzuteilung gültig. Ein Tausch der bestehenden Urkunden durch neue Nummernzuteilungsurkunden ist daher nicht vorgesehen.
Des Weiteren muss der Schiffsführer im Besitz eines ausreichend gültigen Funkbetriebszeugnisses sein. Für den Funkverkehr auf See auf UKW ist für die Berufsschifffahrt das ROC und für die Sportschifffahrt das SRC als Funkzeugnis vorgeschrieben.
Ausrüstungspflichtige Schiffe müssen am mobilen Seefunkdienst auf UKW teilnehmen.

## Die Funkkanäle und deren Frequenzen und Modulationsarten
Für den mobilen Seefunkdienst ist der Frequenzbereich von 156 bis 162 MHz auf UKW vorgesehen. In diesem Frequenzbereich gibt es festgelegte Frequenzen, auf denen gefunkt werden kann. Die einzelnen Kanäle haben eine feste Frequenz und eine feste Bezeichnung. Manche Kanäle sind für eine bestimmte Verwendung vorgeschrieben.
| Kanal | Verwendung | See- funkstelle | Küsten- funkstelle | Schiff–Schiff | Simplex/Duplex | Öffentlicher Nachrichtenaustausch |
| ----- | --- | --------------- | ------------------ | ------------- | -------------- | --------------------------------- |
| 60    | Rostock Radio (Küstenfunkstelle)                                                                                      | 156,025         | 160,625            |               | D              | X                                 |
| 01    | Nordfriesland Radio und Hamburg Radio (Küstenfunkstellen)                                                             | 156,050         | 160,650            |               | D              | X                                 |
| 61    | Borkum Radio (Küstenfunkstelle)                                                                                       | 156,075         | 160,675            |               | D              | X                                 |
| 02    | | 156,100         | 160,700            |               | D              | X                                 |
| 62    | Accumersiel Radio (Küstenfunkstelle)                                                                                  | 156,125         | 160,725            |               | D              | X                                 |
| 03    | | 156,150         | 160,750            |               | D              | X                                 |
| 63    | | 156,175         | 160,775            |               | D              | X                                 |
| 04    | Lübeck Radio (Küstenfunkstelle)                                                                                       | 156,200         | 160,800            |               | D              | X                                 |
| 64    | | 156,225         | 160,825            |               | D              | X                                 |
| 05    | | 156,250         | 160,850            |               | D              | X                                 |
| 65    | | 156,275         | 160,875            |               | D              | X                                 |
| 06    | international ausschließlich für den Schiff-Schiff-Verkehr                                                            | 156,300         |                    | X             | S              |                                   |
| 66    | Arkona Radio (Küstenfunkstelle)                                                                                       | 156,325         | 160,925            |               | D              | X                                 |
| 07    | | 156,350         | 160,950            |               | D              | X                                 |
| 67    | Verkehrszentrale Travemünde, Sektor „Kiel Traffic“ und Verkehrszentrale Warnemünde, Sektor „Stralsund Traffic“        | 156,375         | 156,375            | X             | S              |                                   |
| 08    | international ausschließlich für den Schiff-Schiff-Verkehr                                                            | 156,400         |                    | X             | S              |                                   |
| 68    | Revierzentrale Brunsbüttel und Verkehrszentrale Travemünde, Sektor „Fehmarnbelt Traffic“                              | 156,425         | 156,425            |               | S              |                                   |
| 09    | Verkehrszentrale Warnemünde, Sektor „Wolgast Traffic“                                                                 | 156,450         | 156,450            | X             | S              |                                   |
| 69    | In Deutschland für die Sportschifffahrt                                                                               | 156,475         | 156,475            | X             | S              |                                   |
| 10    | | 156,500         | 156,500            | X             | S              |                                   |
| 70    | Digitaler Selektivruf für Not, Sicherheit und Anrufe                                                                  | 156,525         | 156,525            |               | -              |                                   |
| 11    | | 156,550         | 156,550            |               | S              |                                   |
| 71    | Revierzentrale Cuxhaven Elbe-Traffic und Verkehrszentrale Warnemünde, Sektor „Kadetrenden Traffic“                    | 156,575         | 156,575            |               | S              |                                   |
| 12    | Verkehrszentrale Travemünde, Sektor „Wismar Traffic“                                                                  | 156,600         | 156,600            |               | S              |                                   |
| 72    | In Deutschland für die Sportschifffahrt, international ausschließlich für den Schiff-Schiff-Verkehr                   | 156,625         |                    | X             | S              |                                   |
| 13    | Verkehrszentrale Travemünde, Sektor „Trave Traffic“ und Verkehrszentrale Warnemünde, Sektor „Sassnitz Traffic“        | 156,650         | 156,650            | X             | S              |                                   |
| 73    | Verkehrszentrale Travemünde, Sektor „Kiel Bight Traffic“ und Verkehrszentrale Warnemünde, Sektor „Warnemünde Traffic“ | 156,675         | 156,675            | X             | S              |                                   |
| 14    | | 156,700         | 156,700            |               | S              |                                   |
| 74    | Verkehrszentrale Hamburger Hafen                                                                                      | 156,725         | 156,725            |               | S              |                                   |
| 15    | Funkverkehr an Bord (max 1 W)                                                                                         | 156,750         | 156,750            | X             | S              |                                   |
| 75    | Funkverkehr, der ausschließlich die Navigation betrifft.                                                              | 156,775         |                    |               | S              |                                   |
| 16    | Not, Sicherheit und Anrufe                                                                                            | 156,800         | 156,800            |               | S              |                                   |
| 76    | Funkverkehr, der ausschließlich die Navigation betrifft.                                                              | 156,825         |                    |               | S              |                                   |
| 17    | Funkverkehr an Bord (max 1 W)                                                                                         | 156,850         | 156,850            | X             | S              |                                   |
| 77    | international ausschließlich für den Schiff-Schiff-Verkehr                                                            | 156,875         |                    | X             | S              |                                   |
| 18    | | 156,900         | 161,500            |               | D              | X                                 |
| 78    | | 156,925         | 161,525            |               | D              | X                                 |
| 1078  | | 156,925         |                    |               | S              |                                   |
| 2078  | Nutzung in Deutschland nicht zulässig                                                                                 | 161,525         |                    |               | S              |                                   |
| 19    | | 156,950         | 161,550            |               | D              | X                                 |
| 1019  | | 156,950         |                    |               | S              |                                   |
| 2019  | Nutzung in Deutschland nicht zulässig                                                                                 | 161,550         |                    |               | S              |                                   |
| 79    | | 156,975         | 161,575            |               | D              | X                                 |
| 1079  | | 156,975         |                    |               | S              |                                   |
| 2079  | Nutzung in Deutschland nicht zulässig                                                                                 | 161,575         |                    |               | S              |                                   |
| 20    | | 157,000         | 161,600            |               | D              | X                                 |
| 1020  | | 157,000         |                    |               | S              |                                   |
| 2020  | Nutzung in Deutschland nicht zulässig                                                                                 | 161,600         |                    |               | S              |                                   |
| 80    | | 157,025         | 161,625            |               | D              | X                                 |
| 21    | Flensburg Radio (Küstenfunkstelle)                                                                                    | 157,050         | 161,650            |               | D              | X                                 |
| 81    | | 157,075         | 161,675            |               | D              | X                                 |
| 22    | | 157,100         | 161,700            |               | D              | X                                 |
| 82    | | 157,125         | 161,725            |               | D              | X                                 |
| 23    | Bremen Radio und Kiel Radio (Küstenfunkstellen)                                                                       | 157,150         | 161,750            |               | D              | X                                 |
| 83    | Elbe-Weser Radio (Küstenfunkstelle)                                                                                   | 157,175         | 161,775            |               | D              | X                                 |
| 24    | Digitale Datenübermittlung (VDES)                                                                                     | 157,200         | 161,800            |               | D              | X                                 |
| 84    | Digitale Datenübermittlung (VDES)                                                                                     | 157,225         | 161,825            |               | D              | X                                 |
| 25    | Digitale Datenübermittlung (VDES)                                                                                     | 157,250         | 161,850            |               | D              | X                                 |
| 85    | Digitale Datenübermittlung (VDES)                                                                                     | 157,275         | 161,875            |               | D              | X                                 |
| 26    | Digitale Datenübermittlung (VDES)                                                                                     | 157,300         | 161,900            |               | D              | X                                 |
| 86    | Digitale Datenübermittlung (VDES)                                                                                     | 157,325         | 161,925            |               | D              | X                                 |
| 27    | Digitale Datenübermittlung (VDES)                                                                                     | 157,350         | 161,950            |               | D              |                                   |
| 87    | | 157,375         |                    |               | S              |                                   |
| 28    | Digitale Datenübermittlung (VDES)                                                                                     | 157,400         | 162,000            |               | D              |                                   |
| 88    | | 157,425         |                    |               | S              |                                   |
| AIS 1 | Datenübermittlung des Automatic Identification System (AIS)                                                           | 161,975         | 161,975            |               | -              |                                   |
| AIS 2 | Datenübermittlung des Automatic Identification System (AIS)                                                           | 162,025         | 162,025            |               | -              |                                   |

### Modulationsart
Beim mobilen Seefunkdienst auf Ultrakurzwelle wird für den Sprechfunk Frequenz- bzw. Phasenmodulation (F3E/G3E) benutzt; das betrifft alle Kanäle außer 70, AIS1 und AIS2. Für DSC auf Kanal 70 wird G2B benutzt (ein FSK-modulierter Hilfsträger wird auf die VHF-Frequenz phasenmoduliert). AIS benutzt GMSK.

### Simplex und Duplex
Beim mobilen Seefunkdienst auf Ultrakurzwelle wird zwischen Simplex- und Duplex-Sprechverfahren unterschieden.

#### Simplex
Das Simplex-Sprechverfahren erfolgt auf einer einzigen Frequenz. Das bedeutet, dass immer nur eine Funkstelle sprechen kann, während die andere hört. Senden beide Funkstellen gleichzeitig, hören beide Funkstellen nichts. Seefunkstellen und Küstenfunkstellen benutzen die gleiche Frequenz. Gespräche auf Simplexkanälen können grundsätzlich von allen Seefunkstellen gehört werden, daher ist auch der Notkanal 16 ein Simplex-Kanal.

#### Duplex
Beim Duplex-Sprechverfahren benutzen die jeweiligen Funkstellen (z. B. Seefunkstelle und Küstenfunkstelle) zwei unterschiedliche Frequenzen, die beide zu einem Kanal gehören. Dieses Verfahren ermöglicht der Küstenfunkstelle eine Kommunikation wie mit einem Telefon, eine Frequenz ist für den Empfang zuständig, die andere Frequenz für das Senden. Beim Duplexverfahren schalten sich die Funkgeräte der Seefunkstellen (Semi-Duplex) automatisch auf die Empfangsfrequenz der Küstenfunkstelle (RX). Nur dann, wenn die Sprechtaste gedrückt wird, schaltet das Funkgerät auf die eigene Sendefrequenz (TX). Dieses Verfahren macht das Umschalten zwischen Senden und Empfangen für die Küstenfunkstellen überflüssig. Außerdem verhindert das Duplexverfahren, dass Seefunkstellen ungewollt Aussendungen von anderen Seefunkstellen mithören. Nur die Aussendungen der Küstenfunkstellen können im Duplexverfahren grundsätzlich von allen mitgehört werden. Oftmals sendet die Küstenfunkstelle allerdings das auf seiner Empfangsfrequenz empfangene auf seiner Sendefrequenz.
Allgemeine Informationen für die Schifffahrt, wie Wetterberichte oder Navigationswarnungen, werden von Küstenfunkstellen für gewöhnlich auch auf Duplexkanälen gesendet. Sie können dadurch nicht von Schiffen gestört werden, die während der Aussendung auf dem gleichen Kanal senden. Wichtige Informationen werden auf Kanal 16 angekündigt.

## Reichweite

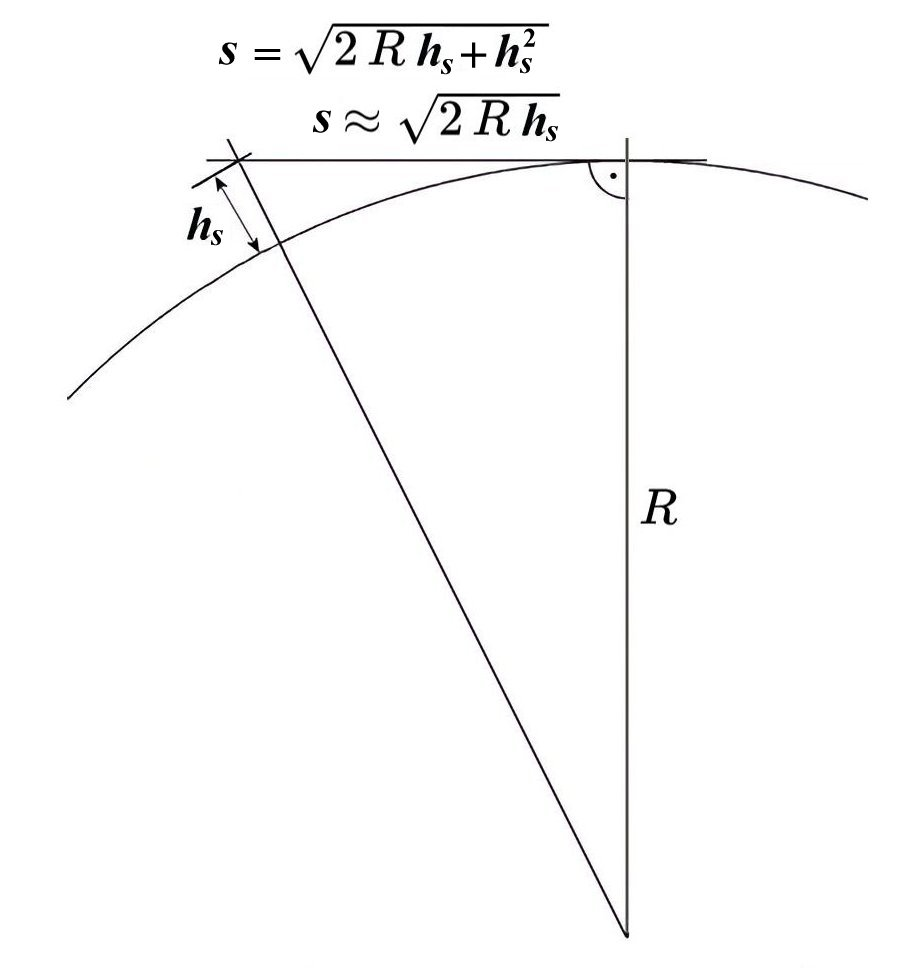
Geometrie zur Herleitung des Radiohorizonts s: * R: Um den Faktor 4/3 vergrößerter Erdradius von etwa 8500 km * h_{s} = Höhe der Sendeantenne über dem Meeresspiegel

Die Reichweite der Ultrakurzwellen ist durch den Horizont der elektromagnetischen Wellenausbreitung, dem Radiohorizont beschränkt. Dieser ist größer als der optischen Horizont, da dadurch die Abnahme des Brechungsindexes der Erdatmosphäre für den UKW-Frequenzbereich mit der Höhe über Grund das Signal leicht in Richtung Erdoberfläche abgelenkt wird und damit etwas der Biegung der Erdoberfläche folgt.
Durch die Geometrie (siehe Abbildung) ergibt sich, dass die Reichweite außer von der Sendeleistung maßgeblich von der Höhe der Antenne abhängt. Schiffe, auf denen die Antenne an einer möglichst hohen Stelle angebracht ist (Berufsschiff, Segelyacht), können bei ausreichender Sendeleistung bis zu einer Reichweite von ca. 30 Seemeilen (ca. 56 Kilometer) untereinander funken. Die Reichweite über Digital Selective Calling ist etwa doppelt so weit.

## Kosten
Es gibt private Küstenfunkstellen, die kostenpflichtige Dienste anbieten. Außerdem verlangt die ausstellende Behörde der Frequenzzuteilungsurkunde (in Deutschland die Bundesnetzagentur) seit dem 1. Juni 2013 Nummernzuteilungsurkunden (Ship Station Licence), was im Falle der Zuteilung durch die Bundesnetzagentur mit jährlichen Beiträgen für die Nummernzuteilung verbunden ist. Die Beiträge liegen üblicherweise bei unter 20 € jährlich. Auch für die Ausstellung bzw. Änderung einer Urkunde werden einmalig (Bearbeitungs-)Gebühren erhoben, deren Höhe auf der Internetseite der Bundesnetzagentur, Bereich Seefunk, erläutert ist.

## Anwendungsbereich
Aufgrund der geringen Reichweite des UKW-Seefunks wird der mobile Seefunkdienst auf Ultrakurzwelle in der Berufsschifffahrt hauptsächlich für den bordinternen Funkverkehr und den Funkverkehr mit Revierfunkzentralen, Verkehrsleitstellen, dem Schiffslenkungsfunkdienst, Lotsen, Häfen und Schleusen sowie dem Funkverkehr mit anderen Schiffen in dicht befahrenen Verkehrsgebieten eingesetzt.
In der Sportschifffahrt dient der mobile Seefunkdienst auf Ultrakurzwelle als Notrufsender, als Informationsquelle für Wetter und nautische Warnnachrichten, dem Kontakt mit Revierfunkzentralen, Häfen und Schleusen, der Absprache von Manövern mit anderen Schiffen und auch der sozialen Kommunikation.